# Кастильоне-Олона
Кастильоне-Олона (итал. Castiglione Olona) — коммуна в Италии, располагается в провинции Варесе области Ломбардия.
Население составляет 7916 человек (на 2004 г.), плотность населения составляет 1099 чел./км². Занимает площадь 7 км². Почтовый индекс — 21043. Телефонный код — 0331.
Покровителем коммуны почитается Пресвятая Богородица, празднование 7 октября.

## Города-побратимы
- Этюп, Франция